# Šikmá věž (Ząbkowice Śląskie)
Šikmá věž (polsky Krzywa wieża) patří k pamětihodnostem dolnoslezského města Ząbkowice Śląskie v okrese Ząbkowice Śląskie v Dolnoslezském vojvodství. Nachází se v centru města v blízkosti náměstí (rynku). Věž je vysoká 34 m a od svého středu se v horní části vychyluje o 2,14 m.

## Historie
Věž byla vybudována ve středověku, nejspíše na počátku 15. století (do dnešních dní se nedochovaly žádné informace o jejím původu). Kromě toho, že není přesně známo její stáří není ani znám účel, za jakým byla věž zbudována. Existuje několik možností; že se jednalo o součást hradu – tuto možnost potvrzuje fakt, že zdivo spodní části věže je zbudováno z kamene, nikoliv z cihel. V spodní části (do 10 m výšky) dosahuje tloušťka zdí navíc až čtyř metrů. Kromě této existují i další teorie, např. že se jednalo o původně věž středověkého opevnění (předtím, než došlo k posunu hradeb dál od náměstí), či jen a pouze o městskou zvonici.
Od svého vzniku až do druhé světové války plnila věž právě úlohu zvonice. Po osvobození a připojení původního města Frankenstein k Polsku zůstal objekt dlouhou dobu opuštěný. První rekonstrukce věže byla provedena v 60. letech a další o několik dekád později (dokončena v roce 2007).
K naklonění věže došlo nejspíše v roce 1598 v souvislosti buď s geologickými pohyby, či podmáčeným podložím. V průběhu let se naklonění věže neustále zvětšuje. Jen mezi lety 1977 a 2007 narostlo o 15 cm. 
Do požáru, který město postihl v roce 1858, byl vršek věže opatřen kovovou kopulí. Dnes se na něm nachází cimbuří a vyhlídková plošina pro turisty. 